# Гипотеза лингвистической относительности
Гипотеза лингвистической относительности предполагает, что структура языка влияет на мировосприятие и воззрения его носителей, а также на их когнитивные процессы. Лингвистическая относительность широко известна как гипотеза Сепира — Уорфа (англ. Sapir–Whorf hypothesis). Выделяют две формулировки этой гипотезы:
1. Строгая версия: язык определяет мышление, и, соответственно, лингвистические категории ограничивают и определяют когнитивные категории.
2. Мягкая версия: язык только влияет на мышление, и наряду с лингвистическими категориями мышление формируется также под влиянием традиций и некоторых видов неязыкового поведения.

Термин «гипотеза Сепира — Уорфа» является, по сути, ошибочным, так как Эдвард Сепир и Бенджамин Уорф никогда не были соавторами и никогда не заявляли о своих идеях как о научных гипотезах. Появление строгой и мягкой версий гипотезы также является позднейшим нововведением: хотя Сепир и Уорф никогда намеренно не проводили подобного разделения, в их работах можно найти как строгое, так и мягкое описание принципа лингвистической относительности. По мнению некоторых исследователей, первенство принадлежит Сепиру, что отражает его первое упоминание в названии гипотезы.
Идея лингвистической относительности (или лингвистического релятивизма) в основных чертах была сформулирована в работах мыслителей XIX века, например Вильгельма Гумбольдта, считавшего, что язык является воплощением духа нации. В начале XX века представители американской школы антропологии, возглавляемой Францем Боасом и Эдвардом Сепиром, приближались к этой гипотезе, но именно Сепир в своих работах чаще остальных критиковал лингвистический детерминизм. Студент Сепира, Бенджамин Ли Уорф был одним из наиболее активных сторонников этой теории; он опубликовал свои работы о том, какое влияние лингвистические различия оказывают на человеческое познание и поведение. Гарри Хойджер, один из студентов Сепира, сам ввёл термин «гипотеза Сепира — Уорфа».
Строгая версия лингвистической релятивистской теории была разработана в начале 1920-х годов немецким лингвистом Лео Вайсгербером.
Принцип лингвистического релятивизма Уорфа был переформулирован в виде научной гипотезы психологом Роджером Брауном и лингвистом Эриком Леннебергом, проводившим эксперименты, чтобы выяснить, зависит ли цветовое восприятие участников эксперимента от того, как классифицированы цвета в их родных языках. Когда изучение универсальной природы языка и познания оказалось в центре внимания в 1960-х годах, лингвисты утратили интерес к идее лингвистического релятивизма. В конце 1980-х годов представители новой школы лингвистического релятивизма, изучая последствия, которые влекут за собой различия в лингвистической категоризации познания, смогли предоставить широкую экспериментальную поддержку для недетерминистских версий гипотезы.
Некоторые эффекты лингвистической относительности проявляли себя лишь в нескольких семантических областях, хотя в общем были довольно слабыми. В настоящее время большинство лингвистов придерживаются сдержанной позиции по отношению к лингвистическому релятивизму: поддерживается идея того, что язык влияет на определённые виды когнитивных процессов, хотя и неочевидными путями, но иные процессы и сами являются субъектами по отношению к универсальным факторам. Исследования сосредоточены на том, чтобы обнаружить эти пути влияния и определить, до какой степени язык влияет на мышление.
В 2010-е гг. в среде лингвистов и психолингвистов получила распространение точка зрения, согласно которой гипотеза лингвистической относительности в сущности перестала иметь статус «гипотезы», но трансформировалась в когнитивно-антропологический проект изучения того, как структура естественного языка влияет на отдельные аспекты когнитивности, притом исследования стали носить более локальный и «точечный» характер. Было также предложено охарактеризовать эту трансформацию как переход от споров вокруг релятивизма к анализу места языка в когнитивной архитектуре или как переход от неорелятивизма (неоуорфианства) к пострелятивизму.
Принцип лингвистического релятивизма и отношения между языком и мышлением оказывались в поле интереса различных дисциплин, от философии до психологии и антропологии, а также послужили источником вдохновения для литературных произведений и создания искусственных языков.

## Вопрос определения и обсуждение проблемы
Концепция лингвистического релятивизма предполагает, что когнитивные процессы, такие как мышление и приобретение опыта, могут находиться под влиянием тех категорий и паттернов, которые предлагаются человеку языком.
Эмпирические исследования вопроса связываются главным образом с именами Бенджамина Уорфа, который работал над этой темой в 1930-е годы, и его учителя Эдуарда Сепира, не занимавшегося исследованиями этой темы активно. Работы Уорфа оказались в фокусе эмпирических исследований в психологии в середине XX века.
Традиция называть гипотезу лингвистического релятивизма гипотезой Сепира — Уорфа критикуется за фактическое искажение, так как Сепир и Уорф в действительности не формулировали гипотезу, которая была бы пригодна для опытной проверки, а также потому, что остаётся неясным, до какой степени Сепир в действительности разделял теорию о влиянии языка на мышление. В настоящее время исследователи, предпочитая пользоваться терминологией Уорфа, называют её принципом лингвистического релятивизма. Это формулировка даёт понять, что Сепир и Уорф были не единственными и даже не первыми из учёных, строивших теории об отношениях между языком и мышлением.

### Лингвистический детерминизм
Главным камнем преткновения в дискуссии о лингвистическом релятивизме является проблема корреляции между языком и мышлением.
Самой строгой формой корреляции является лингвистический детерминизм, который предполагает, что язык полностью определяет все возможные когнитивные процессы индивида. Эту точку зрения иногда приписывают Бенджамину Уорфу и Людвигу Витгенштейну, но до сих пор нет единого мнения по поводу того, действительно ли эти учёные поддерживали детерминистские взгляды на отношения между языком и мышлением. Лингвистический детерминизм также иногда описывается как «строгая гипотеза Сепира — Уорфа», в то время как другие формы предлагаемой корреляции описываются как «мягкая гипотеза Сепира — Уорфа». Представление о мягкой и строгой версии принципа лингвистического релятивизма Уорфа является неверным пониманием, распространённым Стюартом Чейзом, которого Уорф рассматривал как «совершенно некомпетентного и не обладающего достаточным образованием для того, чтобы работать с такой теорией».
Ни Сепир, ни Уорф никогда даже не предлагали разделения между строгой и мягкой гипотезой. Гипотеза лингвистического детерминизма в настоящее время является непризнанной, но более слабые формы корреляции до сих пор активно изучаются, и часто публикуются опытные доказательства для этой корреляции.

### Лингвистический релятивизм как объект научных и философских споров
Проблема взаимосвязи мышления и языка имеет отношение ко многим значительным философским, психологическим, лингвистическим и антропологическим дебатам. Основной спорный вопрос формулируется так: являются ли высшие психические функции по большей части универсальными и врождёнными или же они представляют собой преимущественно результат обучения и, следовательно, являются субъектом по отношению к культурным и социальным процессам, которые варьируются в зависимости от места и времени.
Универсалистский подход предполагает, что у всех людей есть определённый набор базовых способностей и обеспеченной культурными различиями изменчивостью можно пренебречь. Человеческий мозг, согласно этому подходу, рассматривается как биологическая конструкция, следовательно, все люди познают и воспринимают мир, основываясь на неких общих принципах. Ожидается, что они будут обладать похожими или даже идентичными базовыми когнитивными паттернами.
Конструктивистский подход, противостоящий универсалистскому, предполагает, что свойства человеческой психики и общие идеи, которыми человек оперирует, в значительной степени подвержены влиянию категорий, сформированных обществом и усвоенных в процессе социализации, и, следовательно, не скованы множеством биологических ограничений.
Иногда этот подход также называют идеалистическим: он предполагает, что человеческие интеллектуальные и психические способности не могут в большинстве случаев быть ограничены материалистическими, биологическими факторами. Кроме того, такой подход ещё называют и релятивистским, что указывает на его отношение к культурному релятивизму, который предполагает, что разные культурные группы обладают разными концептуальными схемами восприятия мира.
Другая полемика связана с вопросом об отношениях между языком и мышлением.
Некоторые философы и психологи склонны понимать мышление как форму внутренней речи, врождённой или же приобретённой в ходе освоения языка. Другие понимают мышление как опыт и рассудок, появившиеся и существующие независимо от языка.
В философии языка обсуждается проблема отношений между языком, знанием и внешним миром, а также понятием истины. Некоторые философы (например, Х. Патнем, Дж. Фодор, Д. Дэвидсон, Д. Деннет) видят проблему следующим образом: язык даёт названия тому, что уже существует в объективном мире, и, как следствие, эта категоризация в основе своей не вариабельна, но до некоторой степени предопределена. Другие философы (например, Л. Витгенштейн, У. Куайн, Дж. Сёрль, М. Фуко) полагают, что категоризация и концептуализация человеком выучиваются и в основе своей подчинены случаю, объекты в мире могут быть классифицированы множеством способов, что даёт начало множеству различных путей описания и понимания одного и того же феномена.
Также философы придерживаются разных точек зрения в вопросе, является ли язык по преимуществу инструментом для описания и отсылок к существующим в объективном мире предметам, или же это система, которая создаёт мысленные представления о мире, которые могут распространяться между людьми. Так как вопрос связи между мышлением и языком является центральным в этих дебатах, то проблема лингвистического релятивизма получила внимание не только лингвистов и психологов, но и социологов, антропологов, философов, литературоведов и политологов.

## История
Идея связи между языком и мышлением уходит своими корнями во времена античных цивилизаций.
Знаменитые споры Платона против софистов, таких как Горгий, которые считали, что физический мир не может быть познан иным способом, кроме как через язык. Платон, напротив, полагал, что мир состоит из имманентных вечных идей, а язык, чтобы быть истинным, должен стараться отразить эти идеи так точно, как это только возможно. Развивая Платона, Святой Августин, например, считал, что язык — не более чем ярлыки, которые маркируют уже существующие понятия, и эта позиция оставалась преобладающей на протяжении Средних веков. Но другие, например Роджер Бэкон, полагали, что язык является ни чем иным, как покровом, прячущим вечные истины от реального человеческого восприятия. Для Иммануила Канта язык был всего лишь одним из нескольких инструментов, при помощи которых люди познают мир.

### Философы немецкого романтизма
В конце XVII — начале XIX века идея существования различных национальных характеров (нем. Volksgeister) разных этнических групп была движущей силой немецкой романтической философии и зарождающихся идеологий этнического национализма.
В 1820 году Вильгельм Гумбольдт связал изучение языков с национальной романтической программой, предложив следующую точку зрения: язык — это ткань мышления. Мысли появляются как часть внутреннего диалога, который подчинён тем же правилам грамматики, как и родной язык мыслящего.
Эта точка зрения была частью большей картины, в которой национальное мировоззрение (нем. Weltanschauung) точно отражалось в грамматике. Гумбольдт настаивал, что языки инфлекционного типа, такие как немецкий, английский и другие индоевропейские языки являются наиболее совершенными, что и объясняет доминирующее положение их носителей по отношению к носителям менее совершенных языков.

### Франц Боас и Эдвард Сепир
Идея того, что некоторые языки по природе своей превосходят другие, и того, что использование примитивных языков означает интеллектуальную бедность их носителей, была широко распространена в начале XX века. Американский лингвист Уильям Дуайт, например, активно боролся за уничтожение языков коренных народов Америки, настаивая на том, что их носители были дикарями и было бы лучше запретить им использовать родные наречия и обучить их английскому, чтобы они восприняли цивилизованный образ жизни.
Первым антропологом и лингвистом, который бросил вызов этой позиции, был Франц Боас, получивший образование в Германии. Во время своих географических исследований на севере Канады он был захвачен жизнью местных народов и решил стать этнографом. В противоположность Гумбольдту, Боас всегда настаивал на равноценности всех культур и языков, на том, что просто не существует такого понятия, как примитивный язык, и на том, что все языки способны выражать одно и то же содержание, хотя делают это при помощи разных средств. Боас полагал, что языки являются неотъемлемой частью культуры: он одним из первых высказал мысль о том, что этнограф обязан знать язык культуры, которую изучает, а также должен документировать фольклор, мифы и легенды на языке оригинала.
Студент Боаса Эдвард Сепир вернулся к гумбольдтианским идеям: в языке содержатся ключи для понимания различных национальных мировоззрений. В своих работах он выражал следующую точку зрения: из-за радикальных различий в грамматических системах в мире нет двух языков, которые были бы похожи друг на друга достаточно, чтобы обеспечить идеальный перевод. Сепир также считал, что язык по-разному отражает реальность, а из этого следует, что носители разных языков будут и воспринимать её по-разному. С другой стороны, Сепир недвусмысленно отвергал строгую концепцию лингвистического детерминизма. Сепир был убеждён в том, что связи между языком и культурой не являются ни всепроникающими, ни даже особо глубокими, если вообще существуют:
Легко показать, что язык и культура на самом деле не связаны. Совершенно разные языки объединены культурой, тесно связанные языки, даже один язык, разделённый на диалекты, могут функционировать в рамках разных культур.
Сепир делился результатами своих наблюдений о носителях живых языков: ничто не указывает на то, что «общий язык не может послужить основанием для создания общей культуры, в то время как географические, физические и экономические определяющие факторы не являются общими».
Хотя Сепир никогда не занимался детальными исследованиями в этой области и не объяснял напрямую, как именно языки влияют на мыслительные процессы, некоторые положения (возможно, мягкого) лингвистического релятивизма являются неотъемлемыми для понимания Сепиром природы языка и оказали влияние на его студента Бенджамина Ли Уорфа.
Обращаясь к вопросу влияния Гумбольдта или Фридриха Ницше, нужно сказать, что некоторые европейские мыслители развивали похожие идеи на те, что были высказаны Сепиром и Уорфом, но по большому счёту они работали в изоляции друг от друга.
Выдающимися считались в Германии с начала 1920-х до 1960-х годов строгие релятивистские теории Лео Вайсгербера и его ключевой концепт «лингвоцентрического мира», посредничающего между внешней реальностью и формами, данными языком, своими особыми путями для каждого языка.
Русский психолог Лев Выготский был знаком с работами Сепира и экспериментально изучал пути того, как структуры языка влияют на формирование понятий у детей. Его теории и результаты его исследований были опубликованы в 1934 году в работе «Мышление и речь».
Идеи Выготского были сравнены с идеями Уорфа и приняты как взаимно поддерживающие доказательства влияния языка на познание.
Если же говорить о перспективизме Ницше, то он развил теорию общей семантики, которая может быть сопоставлена с концепцией лингвистического релятивизма Уорфа.
Эти направления исследований оказали своё влияние, но в дебатах по поводу лингвистического релятивизма им не было уделено много внимания. Лингвистический релятивизм Сепира — Уорфа оставался центром американской парадигмы.

### Бенджамин Уорф
Больше, чем любой другой лингвист, Бенджамин Ли Уорф стал ассоциироваться с тем, что он называл «принципом лингвистической относительности». Помимо простого признания того, что язык влияет на мышление и поведение своих носителей (вслед за Гумбольдтом и Сепиром), он обратился к исследованию языков коренных жителей Америки и попытался выяснить, каким же образом различия в грамматических системах и лексике влияют на восприятие мира.
Уорфа также волновало то, до какой степени научная картина мира отличается от восприятия мира, основанном на религии, что привело его к изучению языков старинных религиозных писаний и к написанию нескольких антиэволюционистских памфлетов.
В научном сообществе нет единого мнения по поводу позиции Уорфа в том, что касается природы отношений между языком и мышлением.
Есть один из традиционных вариантов интерпретации, которого придерживаются критики Уорфа — Эрик Леннеберг, Макс Блэк, Стивен Пинкер.
Согласно их мнению, Уорф придерживался строгого лингвистического детерминизма, в соответствии с которым нельзя было обнаружить соразмерное соотношение между концептуальными схемами, а точный перевод невозможен.
В другой традиции интерпретации, представленной в работах лингвистов Джона Люси, Майкла Сильверстайна и Стивена Левинсона, акцент делается на тех местах трудов Уорфа, где он недвусмысленно отвергает детерминизм и чётко пишет, что соразмерные соотношения между лингвистическими концептуальными схемами могут быть найдены, а перевод возможен. Эта трактовка предполагает, что более благожелательное прочтение трудов Уорфа может привести к лучшему пониманию тонких нюансов его терминологии и, как следствие, поможет разрешить некоторые из очевидных противоречий, обнаруженных в работах Уорфа критиками.
Иногда Уорф отвергается научным сообществом как «любитель». Это происходит из-за отсутствия у него научной степени в лингвистике. Однако то, что у него нет научной степени, не может являться доказательством того, что он некомпетентен в этой сфере. Его прижизненная репутация опровергает эту идею: его соученики и коллеги по Йельскому университету отзывались о «любителе» Уорфе как о лучшем специалисте, способном полноценно вести семинар по языкам коренных народов Америки, пока Сепир был в творческом отпуске в 1937—1938 годах.
В то же время оппоненты, например Эрик Леннеберг, Ноам Хомски и Стивен Пинкер, критиковали Уорфа за неясность формулировок касательно того, как, по его мнению, язык влияет на мышление, за то, что он не предоставил надёжных доказательств для своих догадок.
Большая часть его аргументов была представлена в форме примеров, которые были анекдотическими или умозрительными по своему характеру. Доказательства Уорфа, с их точки зрения, были попытками показать, как «экзотические» особенности грамматики связаны с мировосприятием.
Среди наиболее распространённых примеров лингвистического релятивизма, предлагаемых Уорфом, есть следующий: в туземных языках существует множество слов для понятия, которое описывается лишь одним словом в английском и других европейских языках. (Уорф использует аббревиатуру СЕС, ссылаясь на достаточно похожие грамматические структуры хорошо изученных европейских языков, в отличие от большего разнообразия менее изученных языков). Один из примеров Уорфа, доказывающих существование лингвистического детерминизма, — предполагаемое большее число слов для обозначения снега в инуитском языке.
Другой из примеров Уорфа — слова для воды в языке хопи: отдельное слово для обозначения питьевой воды в некой ёмкости и отдельное — для воды, текущей по естественному руслу. Эти примеры полисемии доказывают, во-первых, что, в туземных языках порой образуются более утончённые семантические градации и различия, чем в европейских языках, а во-вторых, что прямой перевод с одного языка на другой, даже когда дело касается таких вроде бы базовых понятий, как вода или снег, не всегда возможен.
Другой пример, опираясь на который, Уорф старается показать, что язык влияет на поведение, взят из его опыта повседневной работы, когда он, инженер-химик, работал на страховую компанию. Инспектируя один химический завод, Уорф обнаружил, что там есть два складских помещения для цистерн с бензином — одно для пустых и одно для полных. Дальше Уорф заметил, что никто из рабочих не курит в комнате с полными бочками, но никто не возражает против курения в комнате с пустыми бочками, хотя те потенциально гораздо более опасны из-за высокой концентрации легковоспламеняющихся испарений. Уорф пришёл к выводу, что причиной служило слово «пустые», употреблённое по отношению к бочкам, что заставило работников бессознательно расценивать их как нечто безвредное, хотя, возможно, они и сознавали опасность взрыва. Этот пример был позже раскритикован Леннебергом: единичный случай не демонстрирует причинной связи между использованием слова «пустые» и курением, но является типичным образцом «порочного логического круга». Стивен Пинкер в книге «Язык как инстинкт» высмеял этот пример, утверждая, что это свидетельствует о человеческой недальновидности, а не о бессознательном восприятия языка.
Наиболее детально разработанное Уорфом доказательство существования лингвистического релятивизма — фундаментальная разница в понимании времени у хопи.
Он утверждал, что, в противоположность английскому и другим языкам среднеевропейского стандарта, язык хопи не воспринимает поток времени как последовательность отдельных, исчисляемых этапов, таких как «три дня» или «пять лет», но скорее как единый процесс. Соответственно, в языке хопи нет существительных, обозначающих отрезки времени, как их понимают носители СЕС.
Он предположил, что это понимание времени является основополагающим для всех аспектов культуры хопи и объясняет определённые поведенческие модели.
Однако позднее Экхарт Малотки, исследовавший хопи, утверждал, что не нашёл доказательств заявлениям Уорфа ни в общении с носителями языка в 1980-е годы, ни в исторических документах, обращающихся к эпохе до завоевания.
Э. Малотки пользовался доказательствами из археологических сведений, календарей, исторических документов, записей устной речи современников и пришёл к выводу, что нет никаких доказательств того, что хопи концептуализируют время тем способом, который описывал Уорф. Учёные-универсалисты, такие как Стивен Пинкер, часто рассматривают исследование Малотки как окончательное опровержение утверждения Уорфа по поводу хопи, в то время как учёные-релятивисты, такие как Джон Люси и Пенни Ли, раскритиковали эту работу за неверную характеристику исходных посылов Уорфа и за то, что универсалисты подгоняли грамматику хопи под заданные параметры анализа.
Уорф умер в 1941 году в возрасте 44 лет и оставил после себя значительное число неопубликованных работ. Его ход мысли был в дальнейшем развит такими лингвистами и антропологами, как Гарри Хойер и Дороти Ли, оба продолжали изучать влияние языка на обыденное мышление. Джордж Трэйджер подготовил оставшиеся труды Уорфа для публикации. Самым важным событием для распространения идей Уорфа среди широкой публики была публикация в 1956 году его главных работ о лингвистическом релятивизме в одном томе, озаглавленном «Язык, мышление и реальность».

### Эрик Леннеберг
В 1953 году психолог Эрик Леннеберг опубликовал детальную критическую работу того подхода к проблеме, который был фундаментальным для Сепира и Уорфа. Он раскритиковал примеры Уорфа с объективистской точки зрения на язык, придерживаясь той позиции, что языки предназначены для отражения событий в реальном мире и что, хотя разные языки выражают эти идеи разными способами, значения таких выражений и, следовательно, мысли говорящего должны быть одинаковыми. Леннеберг полагал, что когда Уорф описывал на английском, как понимание времени носителем языка хопи отличается от понимания времени носителем английского, он на самом деле перевёл понимание времени хопи на английский и, следовательно, опроверг существование лингвистической относительности.
Леннеберг не обратил должного внимания на тот факт, что для Уорфа не был принципиальным вопрос о возможности полного перевода, он скорее интересовался тем, как использование языка влияет на обыденное поведение людей. Позиция Уорфа состояла в том, что, хотя носители английского языка и могут понимать, как думают носители языка хопи, они не способны думать таким же образом.
Главная критическая претензия Леннеберга к работам Уорфа заключалась в том, что его работы никогда на самом деле не показывали причинно-следственной связи между лингвистическим феноменом и его отражением в области поведения или мышления, но лишь указывали на то, что эта связь должна быть. Вместе со своим коллегой Роджером Брауном Леннеберг предложил, что для доказательства существования этой причинно-следственной связи необходимо проследить прямую корреляцию лингвистических феноменов и поведения. Они взялись за то, чтобы доказать или опровергнуть существование лингвистического релятивизма экспериментально, и опубликовали свои исследования в 1954 году.
Так как ни Сепир, ни Уорф никогда фактически не выдвигали гипотезы, Браун и Леннеберг сформулировали свою гипотезу, определив два главных принципа основного тезиса Уорфа. Во-первых, «мир воспринимается и познаётся по-разному в разных лингвистических сообществах», во-вторых, «в основе формирования когнитивных структур лежит язык». Эти два принципа были позже развиты Роджером Брауном как мягкая и строгая формулировки соответственно.
Так как Браун и Леннеберг полагали, что объективная реальность, отражающаяся в языке, едина для носителей всех языков, они решили проверить, как различные языки описывают одну и ту же объективную реалию. Браун и Леннеберг организовали ряд экспериментов, в которых рассматривалась кодификация цветов.
В первом эксперименте они выясняли, легче ли для носителей английского запомнить оттенок, для которого в их языке есть отдельное слово, чем те цвета, для которых отдельных слов нет. Это позволило им скоррелировать лингвистическую категоризацию напрямую с нелингвистическим заданием — распознаванием и запоминанием цветов. В следующем эксперименте носители двух языков, которые определяют цвета по-разному, английского и зуни, выполняли задания по распознаванию. Таким образом, можно было определить, влияет ли различение цветовых категорий людьми, говорящими на разных языках, на их способность распознавать нюансы внутри общих цветовых категорий. Браун и Леннеберг действительно обнаружили, что носители языка зуни, которые объединяют зелёный и синий в одну цветовую категорию, не имеют проблем с распознаванием и запоминанием этих цветов.
Исследование Брауна и Леннеберга положило начало традиции исследования лингвистической относительности через цветовую терминологию.

### Универсалистский период
Леннеберг был одним из первых когнитологов, начавших разрабатывать универсалистскую теорию языка, которая была в итоге сформулирована Ноамом Хомски в форме универсальной грамматики, успешно доказывающей, что в основе всех языков лежит одна основная структура. Хомскианская школа также придерживается той точки зрения, что лингвистические структуры имеют имманентную природу, а то, что мы воспринимаем как различия между отдельными языками, — знание, обретаемое в ходе изучения языка, — всего лишь поверхностное явление, не влияющее на когнитивные процессы, которые являются универсальными для всех людей. Эта теория была доминирующей парадигмой в американской лингвистике с 1960-х до 1980-х годов, а сама идея лингвистического релятивизма впала в немилость и даже стала объектом насмешек.
Как пример влияния универсалистской теории в 1960-х годах можно упомянуть исследования Брента Берлина и Пола Кея. Они развивали исследования Леннеберга о кодификации названий цветов. Берлин и Кей изучали формирование цветовой терминологии в языках и обнаружили, что есть совершенно определённые тенденции. Например, они поняли, что, хотя в разных языках есть и разные системы цветовой терминологии, одни краски всё-таки воспринимаются людьми более ярко, чем другие. Они продемонстрировали, что в языках, в которых немного слов для обозначения цветов, можно предсказать, что это будут вполне определённые цвета, например, если в языке только три слова для обозначения цветов, то, с большой вероятностью, это будут чёрный, белый и красный.
Тот факт, что, казалось бы, случайные различия в наименованиях цветов в разных языках могут демонстрировать наличие универсальных лингвистических паттернов, представлялось важнейшим аргументом против лингвистического релятивизма.
Исследование критиковалось релятивистами, например, Джоном Люси, который утверждал, что выводы Берлина и Кея были искажены их настойчивым утверждением: цветовые термины содержат информацию только о цветах. Это, как утверждает Люси, заставляет их закрывать глаза на те примеры, когда цветовые термины содержат иную информацию, которая может рассматриваться как примеры лингвистического релятивизма.
Другие исследователи универсалистской школы, занимавшиеся критикой иных вариантов концепций лингвистического релятивизма, часто критикуют отдельные мысли и примеры из работ Уорфа. Сегодня многие последователи универсалистской школы и её трактовки мышления до сих пор противостоят идее лингвистического релятивизма.
Например, Стивен Пинкер в книге «Язык как инстинкт» утверждает, что мышление независимо от языка, а язык сам по себе бессмыслен и никоим образом не связан с человеческим мышлением, мы все думаем на некоем метаязыке, предваряющем появление любого естественного языка. Это особый язык мышления, или «мыслекод». Пинкер критиковал то, что он называл «радикальной позицией Уорфа», объявив своим оппонентам следующее: «чем больше вы изучаете аргументы Уорфа, тем меньше смысла вы в них видите».
Пинкер и другие универсалисты, противостоящие лингвистическому релятивизму, подвергались критике релятивистов за неверную интерпретацию взглядов Уорфа и превращение научной полемики в сражение с соломенными чучелами.

### «Уорфианство третьего типа» Фишмана
Лингвист Джошуа Фишман утверждал, что Уорф не был понят большинством коллег, а его истинные научные достижения не оценены по достоинству. В 1978 году он заявил, что Уорф был «защитником неогердерианских взглядов», а в 1982 году он предложил вниманию публики работу «Уорфианство третьего типа», пытаясь перевести внимание лингвистов на то, что, по утверждениям Фишмана, действительно составляло предмет научного интереса Уорфа, а именно ценность «маленьких людей» и «маленьких языков».
Там, где мягкий лингвистический релятивизм Брауна предполагает, что язык влияет на мышление, а строгая версия утверждает, что язык определяет мышление, «Уорфианство третьего типа» предлагает рассматривать язык как ключ к культуре.

### Когнитивная лингвистика
В конце 1980-х — начале 1990-х годов достижения в когнитивной психологии и когнитивной лингвистике послужили причиной возрождения интереса к гипотезе Сепира — Уорфа.
Одним из предлагавших новый подход, опиравшийся на теории Уорфа, стал Джордж Лакофф. Он утверждал, что язык часто используется метафорически, и то, что языки используют различные культурные метафоры, открывает нечто новое о том, как мыслят носители этого языка. Например, в английском языке есть метафоры, в которых время сравнивается с деньгами, но в других языках таких сравнений не существует. Другие лингвистические метафоры могут быть общими для многих языков, потому что основаны на общечеловеческом опыте, например, метафоры, в которых «верх» ассоциируется с хорошим, а «низ» — с плохим. Лакофф также утверждает, что метафоры играют важную часть в политических дебатах, когда речь заходит о «праве на жизнь» или «праве выбирать», когда обсуждаются «незаконные пришельцы» или «работники без документов».
В книге «Женщины, огонь и опасные вещи: Что категории языка говорят нам о мышлении» Лакофф
пересматривает гипотезу лингвистического релятивизма и особенно позиции Уорфа касательно того, как лингвистическая категоризация отражает и/или влияет на ментальные категории. Он пришёл к выводу, что дебаты по поводу лингвистического релятивизма были полны противоречий и, как следствие, бесплодны. Лакофф определил четыре параметра, по которым исследователи могут быть разделены в соответствии с их мнениями о том, на чём основан лингвистический релятивизм. Первый параметр — степень и глубина лингвистического релятивизма. Некоторые учёные полагают, что нескольких примеров поверхностных языковых различий и ассоциируемого с ними поведения достаточно для того, чтобы продемонстрировать существование лингвистического релятивизма, другие же учёные возражают, что только глубоко лежащие различия в лингвистических и культурных системах могут быть удовлетворительными в качестве доказательства. Второй параметр состоит в том, являются ли концептуальные системы абсолютными и имманентными или же могут быть расширены или изменены в течение жизни отдельного человека. Третий параметр — может ли переводимость трактоваться как доказательство схожести или различия между концептуальными системами или это всего лишь доказывает, что возможно действенное использование определённых лингвистических конструкций в обыденном смысле. Четвёртый параметр заключается в том, что определяется источником лингвистического релятивизма — язык или разум.
Лакофф приходит к следующему выводу: многие учёные критиковали Уорфа, используя определения лингвистического релятивизма, которые сам Уорф никогда не употреблял, следовательно, их критика не может быть признана эффективной. Публикация в 1996 году антологии
«Rethinking linguistic relativity» под редакцией социолингвиста Джона Гармпеца и психолингвиста Стивена Левинсона ознаменовала новый период в изучении лингвистического релятивизма, отмеченный переосмыслением понятий и вниманием как к когнитивным, так и к социальным аспектам лингвистического релятивизма. Книга включала исследования как лингвистов-когнитивистов, симпатизирующих лингвистическому релятивизму, так и противостоящих ему лингвистов-универсалистов. В этой книге когнитивисты и социологи сформировали новую парадигму для исследований лингвистического релятивизма. Левинсон представил результаты исследования, в которых были зафиксированы достаточно специфические эффекты лингвистического релятивизма в концептуализации пространства различными языками. Два независимых исследования Мелиссы Бауэрман и Дэна Слобина рассматривали роль языка в когнитивных процессах. Бауэрман продемонстрировала, что определённые когнитивные процессы не используют язык хоть в сколько-нибудь значительной степени и, следовательно, не зависят от лингвистического релятивизма. Слобин описал другой когнитивный процесс, который он назвал «мышление для речи» — вид процесса, в котором перцептивные данные и другие виды предлингвистического мышления переводятся в лингвистические категории для коммуникации с другими субъектами. Таким образом, Слобин утверждает, что лингвистический релятивизм восходит корнями именно к этим процессам.

### Текущий статус
Работающие в наше время исследователи, например Лера Бородицки, Джон Люси и Стивен Левинсон, утверждают, что язык влияет на мышление, но в более ограниченной степени, чем ранее предполагалось. Их труды положили начало новому этапу исследований, круг изучаемых проблем был расширен, а результаты стали более точными. Настоящие исследования лингвистического релятивизма сейчас не придерживаются наивного раннего подхода к экзотическим лингвистическим структурам, а также не подвергаются насмешкам и разгромной критике как в универсалистский период.
Вместо того чтобы доказывать или опровергать теорию, исследователи лингвистического релятивизма теперь исследуют связи и границы между мышлением (или познанием), языком и культурой, описывают степень и виды взаимосвязанности и взаимовлияния. Следуя традиции Леннеберга, они привлекают данные экспериментов, чтобы подтвердить свои выводы.
Психолингвистические исследования пошли гораздо дальше в изучении цветового восприятия и продолжают развивать полученные результаты, исследуя восприятие движения, эмоций, предметного представления и памяти.
Важнейшей частью психолингвистических исследований лингвистического релятивизма сейчас являются поиски когнитивных различий у носителей различных языков, когда язык не вовлечён в экспериментальные задания (что делает несостоятельным утверждение Пинкера о замкнутости лингвистического релятивизма на самом себе). В недавних работах с билингвами основной целью стала попытка отделить влияние языка от влияния культуры на различные аспекты познавательных процессов, такие как восприятие времени, пространства, движения, цветов и эмоций.
Исследователи описали различия между билингвами и монолингвами в восприятии цвета, представлениях о времени и других элементов познания.

## Эмпирические исследования
Джон Люси выделил три важнейших направления исследований лингвистического релятивизма.
Первое он определил как «структуроцентричный» подход. Исследования в рамках этого подхода начинаются с наблюдения за структурными особенностями языка, а затем переходят на изучение возможных последствий для мышления и поведения. Первый пример подобных исследований — наблюдения Уорфа за расхождениями грамматики времени в языке хопи и английском. Более поздние исследования в этом же духе были проведены Джоном Люси, описывавшем использование грамматических категорий числа и числовых классификаторов в юкатекском языке. Эти исследования показали, что носители юкатекского языка скорее склонны классифицировать объекты в соответствии с их материалом, чем с их формой, как предпочитают делать носители английского.
Второе направление исследований — «областной» подход, когда выбирается отдельная семантическая область и сравнивается у различных лингвистических и культурных групп, чтобы обнаружить корреляции между лингвистическими средствами, которые используются в языке для обозначения тех или иных понятий, и поведением. Главным из исследований в этой сфере является исследование цветовой терминологии, хотя эта область, как утверждал Люси и признавали сами исследователи в этой сфере, например Пол Кей, не является оптимальной для изучения лингвистического релятивизма, так как цветовое восприятие, хотя и является самой разработанной областью исследований лингвистического релятивизма, в отличие от других семантических областей, не имеет тесных связей с нервной системой и подвержено универсальным ограничениям. Другая семантическая область, плодотворность исследований лингвистического релятивизма в которой уже доказана, — пространство.
Пространственные категории в различных языках удивительно многообразны, недавние исследования продемонстрировали, как носители полагаются на лингвистическую концептуализацию пространства в выполнении многих повседневных задач.
В исследовании, проведённом Стивеном Левинсоном и другими когнитивистами из Института психолингвистики Общества Макса Планка, сообщалось о трёх базовых видах пространственной категоризации; многие языки используют их комбинации, но в некоторых языках существует только один вид пространственной категоризации, соответствующий различиям в поведении (гуугу-йимитир).
Например, представители австралийской народности гуугу-йимитир используют только абсолютные направления, когда описывают пространственные отношения — местонахождение всех предметов описывается при помощи абсолютных направлений. Носитель языка гуугу-йимитир скажет, что человек находится к северу от дома, а носитель английского скажет, что человек находится перед домом или слева от дома, что зависит от точки зрения говорящего. Эта разница позволяет носителям гуугу-йимитир лучше выполнять некоторые виды заданий, такие, например, как нахождение и описание позиций на открытом пространстве, в то время как англоговорящие лучше справляются с заданиями, когда нужно определить расположение объектов относительно говорящего (например, если попросить носителя гуугу-йимитир накрыть круглый стол, положив вилки справа от тарелок, а ножи — слева, то это будет для него невероятно трудно).
Третье направление исследований — «поведенческий» подход, начало которому было положено наблюдениями за разным поведением представителей разных лингвистических групп и последующими поисками возможных причин для этого поведения в различных лингвистических системах. Этот подход был использован Уорфом, когда он объяснял частые пожары на химическом заводе использованием слова «пустые» для обозначения цистерн, в которых оставались взрывоопасные испарения. Одно из исследований в этом направлении было организовано Блумом, обнаружившим, что носители китайского языка встречаются с неожиданными трудностями, когда им нужно было в ходе эксперимента ответить на вопросы, в которых факты не соответствовали реальности. Впоследствии он пришёл к выводу, что это было связано с тем, как несоответствие реальности, например, сослагательное наклонение, грамматически маркировано в китайском языке. Однако другие исследователи полагают, что этим результатом Блум обязан ошибочному переводу вопросника, которым он пользовался. Другое исследование в этой сфере было направлено на выяснение того, почему на финских заводах происходит большее количество несчастных случаев на производстве, чем на таких же шведских заводах. Он пришёл к выводу, что когнитивные различия между использованием предлогов в шведском и падежей в финском могли повлиять на то, что на шведских заводах большее внимание уделяется производственному процессу, а на финских — каждому работнику в отдельности.
Другой широко известный проект по исследованию лингвистического релятивизма — Дэниела Эверетта о пирахане, языке вымирающего племени, живущего в Бразилии. Эверетт обнаружил несколько особенностей в культуре пираха, в основе которых, как он предположил, лежат такие редкие лингвистические черты, как недостаток чисел и названий цветов по сравнению с другими языками, отсутствие некоторых падежей. Выводы Эверетта об исключительном статусе пираха были встречены со скептицизмом другими лингвистами. Некоторые учёные, подвергнув дополнительному анализу материалы, собранные Эвереттом, утверждали, что те не подтверждают его выводы.
По утверждению критиков, отсутствие потребности в числах и проблемы с цветоразличением объясняют и проблемы со счётом, и узкий набор обозначений цветов.
Недавние исследования, основанные на нелингвистических экспериментах с языками, обладающими различными грамматическими свойствами (например, языки со счётными классификаторами или с разными категориями рода), показали, какое влияние это оказывает на людей.
Но также экспериментальные исследования позволяют предположить, что это лингвистическое влияние на мышление продолжается недолго и быстро исчезает после того, как носители одного языка погружаются в среду другого.

### Лингвистический релятивизм и дебаты о названиях цветов
Традиция использования семантической области названия цветов как объекта исследований лингвистического релятивизма берёт своё начало в 1953 году, когда Леннеберг и Браун изучали цветовые термины языка зуни и цветовую память его носителей, а также в работе Брауна и Леннеберга 1954 года, когда изучалось то же самое у англоговорящих.
Эти исследования показали, что существует определённая корреляция между существованием названий для отдельных цветов и тем, насколько легко запомнить эти цвета носителям обоих языков. Исследователи пришли к выводу, что основные цвета спектра имеют больше шансов получить отдельные определения в языке, чем другие, и это не связано с эффектами лингвистического релятивизма.
В работе Берлина и Кея 1969 года о цветовой терминологии вывод был следующим: существуют универсальные типологические принципы наименования цветов, которые определены биологическими факторами, что оставляет немного или не оставляет вовсе места для релятивистских эффектов. Это исследование стало истоком для многих работ, посвящённых типологическим универсалиям цветовой терминологии. Некоторые исследователи, например Джон Люси, Барбара Сандерс и Стивен Левинсон, оспаривали работу Берлина и Кея: она якобы не доказывает того, что лингвистический релятивизм в наименованиях цветов невозможен, так как в их работе существует ряд ни на чём не основанных допущений (например, что у всех культур действительно есть категория «цвета», которая может быть определена и сравниваться с той, которая существует в индоевропейских языках), а полученные ими данные они интерпретируют как раз на основе этих допущений. Другие исследователи, например Роберт Маклаури, продолжили изучение эволюции обозначений цветов в отдельных языках; Маклаури интересовало, возможна ли полная опись базовых обозначений цветов. Как Берлин и Кей, Маклаури обнаружил, что в этой семантической области лингвистический релятивизм не играет значительной роли. Он пришёл к тому же выводу, что и они: эта область во многом обусловлена биологическими параметрами цветового восприятия.

## Лингвистический релятивизм вне науки
Гипотеза лингвистического релятивизма вдохновила многих на размышления о том, какое влияние сознательное манипулирование языком может оказывать на мышление.

### Терапия и саморазвитие
Уже в то время как Сепир и Уорф формулировали идею лингвистического релятивизма, польско-американский инженер Альфред Коржибски независимо от них развивал свою теорию общей семантики, для того чтобы, используя влияние языка на мышление, максимизировать человеческие когнитивные способности. Концепция Альфреда Коржибски сформировалась под влиянием логической философии, такой как Principia Mathematica Бертрана Рассела и Альфреда Уайтхеда, также значительное влияние оказал «Логико-философский трактат» Людвига Витгенштейна.
Хотя Альфред Коржибски не был знаком с трудами Сепира и Уорфа, ход его мысли имел нечто общее с идеями почитателя Уорфа Стюарта Чейза, который объединил интерес Уорфа к связи культуры и языка с программой Коржибски в своей популярной работе «Тирания слов».
Независимо от Уорфа и Сепира, Коржибски описал базовые принципы своей теории, похожей на строгую версию гипотезы лингвистического релятивизма.

### Искусственные языки
В своих произведениях некоторые авторы, например Айн Рэнд или Джордж Оруэлл, показали, как лингвистический релятивизм может быть использован в политических целях. В книге Рэнд «Мы, живые» описывается вымышленное коммунистическое общество, в котором индивидуализм был уничтожен: из языка было убрано слово «я». В книге же Оруэлла «1984» авторитарное государство создало язык «новояз», чтобы лишить людей возможности думать критически о правительстве.
Многие вдохновились возможностью создания новых языков, которые сделают возможными новые и, возможно, лучшие способы мышления. Примером подобных языков, созданных для того, чтобы исследовать человеческий разум, является логлан, подробно разработанный Джеймсом Брауном, чтобы проверить гипотезу лингвистического релятивизма: можно ли сделать мышление более логичным, используя логичный язык.
Те, кто говорит на ложбане, языке, созданном на основе логлана, сообщали, что, по их ощущениям, этот язык и в самом деле поощряет развитие их способности к логическому мышлению. Сюзетта Эльгин, работавшая над ранними этапами развития нейролингвистического программирования, придумала язык лаадан, специально предназначенный для исследования лингвистического релятивизма, для того чтобы легче было выразить то, что создательница называла женским мировоззрением, в противоположность СЕС-языкам, которые, по её мнению, созданы для передачи мужского взгляда на мир.
Язык ифкуиль разработан Джоном Кихадой с учётом существования лингвистического релятивизма, для того чтобы установить границы того, какое количество когнитивных категорий может быть выражено в языке и о каком их количестве он может сообщать одновременно.

### Языки программирования
Кеннет Айверсон, создатель языка программирования APL, полагал, что гипотеза Сепира — Уорфа может применяться и к компьютерным языкам (хотя и не употреблял напрямую названия самой гипотезы). Во время своей речи на вручении премии Тьюринга «Условные знаки как инструмент мышления», посвящённой этой теме, он утверждал, что чем лучше развита система условных знаков, тем больше это помогает созданию компьютерных алгоритмов.
В работах Пола Грэма исследуются похожие темы — такие как концептуальная иерархия компьютерных языков, где наиболее выразительные и сжатые языки занимают верхние позиции. Таким образом, так называемый парадокс Блаба (это условное название гипотетического языка программирования средней сложности), позволяет сделать следующий вывод: некто, отдающий предпочтение одному конкретному языку программирования, будет знать, что он более мощен, чем другие, но не будет знать, что он менее мощен, чем все остальные. Причина в следующем: чтобы создать программу на определённом языке, надо думать на этом языке. Отсюда и вытекает парадокс: типичные программисты «удовлетворены любым языком, которым им пришлось пользоваться, потому что тот диктует им, как они должны думать о программах».
Программист Юкихиро Мацумо́то, создатель компьютерного языка Ruby, сказал, что одним из источников вдохновения для разработки его языка был научно-фантастический роман «Вавилон-17», основанный на гипотезе Сепира — Уорфа.

## Гипотеза лингвистической относительности в культуре
Гипотеза играет важнейшую роль в процессе установления контакта с инопланетянами в повести Теда Чана «История твоей жизни», а также в основанном на ней фильме «Прибытие» (2016). Согласно сюжету, особая форма письменной речи позволяет гептоподам по-другому воспринимать течение времени и фактически видеть одновременно прошлое, настоящее и будущее.